# Uchechukwu Iheadindu
Uchechukwu Iheadindu (n. 29 iunie 1979, București) este un jucător român de baschet (înălțime 1.94 metri / greutate 91 kilograme) ce evoluează în prezent la echipa "U" Mobitelco Cluj și în echipa națională a României.
S-a născut dintr-un tată nigerian și o mamă română.
Uchechukwu Iheadindu a făcut junioratul la CSȘ4, sub bagheta antrenorului Horațiu "Bigu" Giurgiu.
Uche a mai jucat la echipele SOCED București, Vega SOCED Ploiești, Rompetrol București și Dinamo Gealan București.